# 金鎮區 (明尼蘇達州波爾克縣)
金鎮區（英語：King Township）是位於美國明尼蘇達州波爾克縣的一個行政鎮區。

## 地方資料
金鎮區的面積為91.38平方千米，當中陸地面積為90.55平方千米，而水域面積為0.82平方千米。根據2020年美國人口普查的數據，當地共有人口225人，而人口密度為每平方千米2.46人。